# メスアカクイナモドキ
メスアカクイナモドキ（雌赤水鶏擬、Monias benschi）は、ツル目クイナモドキ科メスアカクイナモドキ属に分類される鳥類。本種のみでメスアカクイナモドキ属を構成する。別名ハシナガクイナモドキ。

## 分布
マダガスカル南西部固有種

## 形態
全長30-32センチメートル。体型は細長い。尾羽は長い。上面の羽衣は灰褐色や黄褐色、喉から胸部にかけて三日月状の黒い斑紋が入る。腹部の羽衣は褐色。眼上部には眉状に白い筋模様（眉斑）が入る。
嘴はやや長く、下方へ湾曲する。
オスは喉から胸部の羽衣が白く、メスは喉から胸部の羽衣が赤褐色。

## 生態
標高130メートル以下にある乾燥した有刺植物からなる低木林に生息する。
食性は雑食で、昆虫、果実、種子などを食べる
繁殖形態は卵生。婚姻形態は一夫多妻や一妻多夫と不定形で、繁殖期には2-10羽からなる群れを形成する。地表から0.6-2メートルの高さにある藪や低い樹上に木の枝や樹皮、葉などを組み合わせた直径0.2-0.3メートルに達する皿状の巣を作り、主に12-翌1月に1回に1-2個の卵を産む。雌雄交代で抱卵し、雌雄で育雛を行う。

## 人間との関係
分布域が限定的である事に加えて、開発や放牧による生息地の破壊、狩猟、人為的に移入されたネズミによる卵や雛の捕食などにより生息数は減少している。